# Johann Georg Gottlieb Lehmann
Johann Georg Gottlieb Lehmann (* 1745 oder 1746 in Berlin; † 6. April 1816 ebenda) war ein deutscher Sänger, Organist und auch Komponist.

## Leben
Lehmann war Sohn des Organisten Johann Peter Lehmann. Zunächst wirkte er als Sänger im Dienste des Prinzen Heinrich von Preußen und führte 1774 noch den Titel eines Kammervirtuosen. Bereits 1773 war er zum Organisten der Nikolaikirche in Berlin ernannt worden. Mit diesem Amt verbunden war auch das des Kantors am Berlinischen Gymnasium zum Grauen Kloster, das Lehmann als letzter bekleidete.
Im Jahre 1779 wurde er erster Musikdirektor an St. Nikolai und St. Petri und Oberaufseher der Berliner Schülerchöre.
1791 wurde Lehmann Mitglied der Sing-Akademie zu Berlin, war also eines ihrer ersten Mitglieder und bis Otto Grell eintrat deren bester Solotenor. Fasch selbst hat mehrere Werke für ihn komponiert.
Seine Tochter und Schülerin Caroline heiratete 1804 Muzio Clementi.

## Leistungen
Lehmann erwarb sich in Berlin das Verdienst bedeutende kirchenmusikalische Werke zur Aufführung zu bringen, so die 16-stimmige Messe von Carl Friedrich Fasch, Werke Georg Friedrich Händels, Carl Heinrich Grauns und anderer.